# 柴五郎

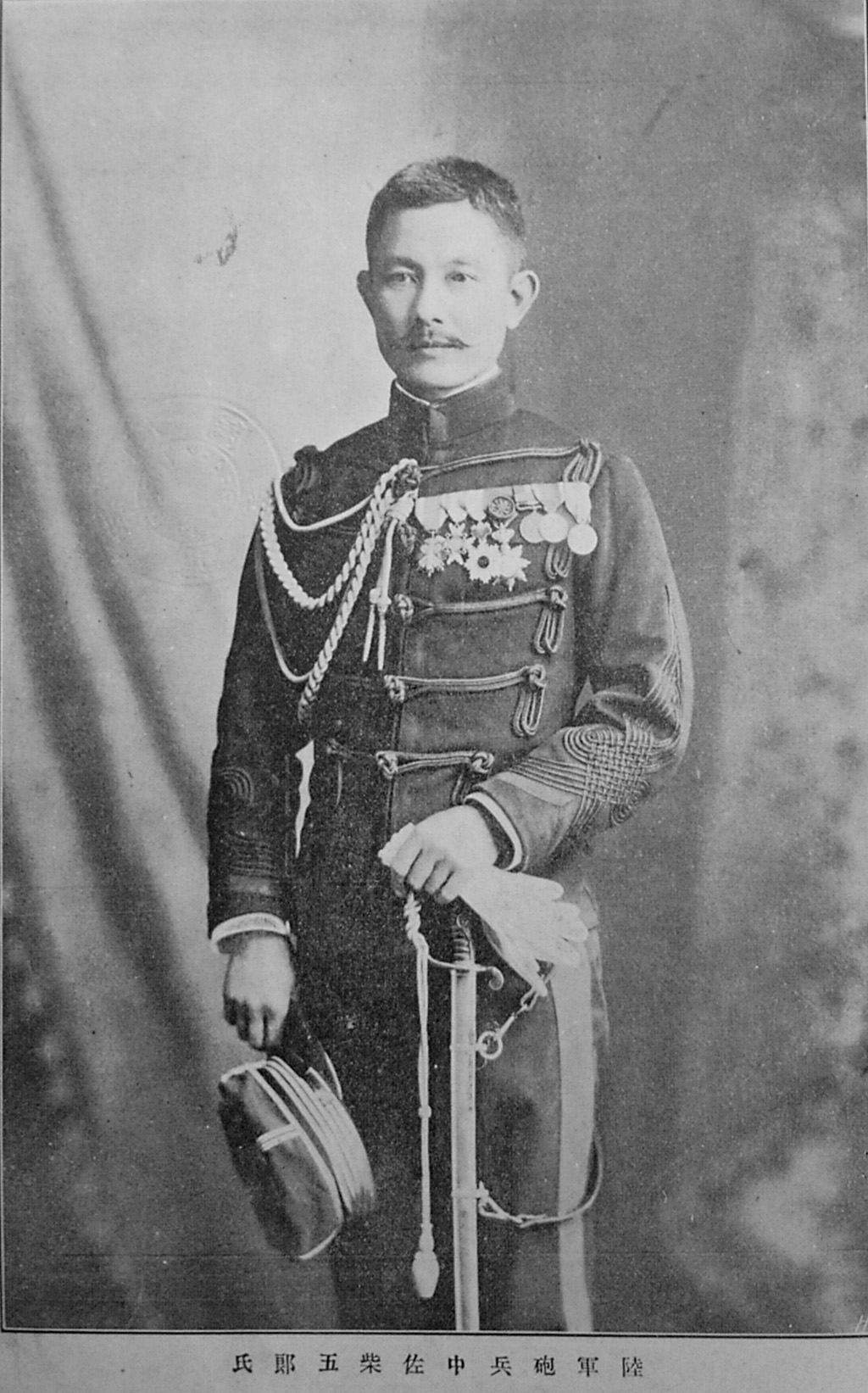
柴五郎

柴五郎（日语：／ Shiba Gorō，1860年6月21日—1945年12月13日），日本福岛县人，日本軍官，1919年11月1日以日軍陸軍中將身分前往台灣擔任台灣軍司令官，是該官職歷任者中首任非由台灣總督兼任者。1921年5月4日免。

柴五郎早年曾在義和團事件中，擔任日軍的指揮官，其一段現已罕為人知的懿德高行，先後在當時被多人所記述，描述柴於八國聯軍行動中，約束下屬不得參與劫掠行為，讓北京居民因此感戴不已，視其為守護神，返國時甚至受到當地居民的夾道歡送，該事蹟在美國的 James Martin Miller 紀實著作 China, Ancient And Modern: A History Of The Chinese Empire From The Dawn Of Civilization To The Present Time 中亦有提及。
柴五郎卸任台灣軍司令官後，返日任軍事参議官，其後於1930年退役。柴五郎從1873年加入陸軍幼年學校，直到1945年底病歿，一生中先後參與日清戰爭（即甲午戰爭）、八國聯軍、日俄戰爭，並曾受命出訪美國觀摩美西戰爭，並擔當駐清武官等，其軍隊資歷完整，而武德與節操在日本國內更是備受尊崇。
| 前任： 明石元二郎 | 台灣軍司令官 1919年上任 | 繼任： 福田雅太郎 |